# کمال رنیدیو
خانم دکتر کمال رنیدیو (انگلیسی: Kamal Ranadive؛ ۸ نوامبر ۱۹۱۷ – ۱۱ آوریل ۲۰۰۱) زیست‌شناس سلولی هندی بود که بیشتر به خاطر تحقیقات پیشگامانه‌اش در زمینه سرطان و تعهدش به ایجاد جامعه‌ای عادلانه‌تر از طریق علم و آموزش شناخته می‌شود. او تحقیقاتی در مورد ارتباط بین سرطان‌ها و ویروس‌ها انجام داد. او یکی از اعضای مؤسس انجمن زنان دانشمندان هند (IWSA) بود.
در دهه ۱۹۶۰، او اولین آزمایشگاه تحقیقاتی کشت بافت هند را در مرکز تحقیقات سرطان هند در بمبئی تأسیس کرد.

## جوایز
کمال رنیدیو در سال ۱۹۸۲ جایزه پادما بوشان (سومین جایزه عالی غیرنظامی) را برای پزشکی دریافت کرد. او در سال ۱۹۶۴ اولین جایزه تحقیقاتی جوبیلی نقره ای را از شورای پزشکی هند دریافت کرد. این جایزه شامل یک مدال طلا و یک جایزه نقدی ۱۵۰۰۰ روپیه بود. او همچنین جایزه بنیاد G. J. Watumull را برای سال ۱۹۶۴ در میکروبیولوژی دریافت کرد. او عضو شورای تحقیقات پزشکی هند (ICMR) بود.